# Haniji
Haniji (jap. 怕尼芝; † wahrscheinlich 1395), manchmal auch Haneji, war Gründer und erster König des Königreichs Hokuzan auf Okinawa. Historische Quellen geben seine Regierungszeit von 1322 bis 1395 an, was aufgrund der Länge jedoch unwahrscheinlich scheint.
Anfang des 14. Jahrhunderts gab es auf Okinawa keine zentrale politische Gewalt, sondern nur eine Reihe lokaler Häuptlinge, die sich lose einem obersten Fürsten unterstellten. Einer dieser Häuptlinge war Haniji, der sich nach der Amtsübernahme Tamagusukus als oberster Fürst mit einigen Getreuen von diesem lossagte. Er rief 1322 von seiner Burg Nakijin aus das Königreich Hokuzan aus und erklärte sich selbst zum ersten König.
Über die weitere Regierungszeit Hanijis ist kaum etwas bekannt, außer dass es Hokuzan gelang, in das Tributsystem der Ming-Dynastie aufgenommen zu werden. Es ist unklar, ob er der Begründer der Haneji-Lineage (羽地) ist, deren bekanntester Vertreter der Schriftgelehrte Shō Shōken im 17. Jahrhundert war.